# Ledia (prénom)
Cette page présente le prénom Ledia ainsi que ses variantes.
Ledia est un prénom féminin albanais.
C’est un prénom que l’on considère comme rare.
Ce prénom n’a jamais été donné à un enfant né en France jusqu’à aujourd’hui.

## Étymologie
Ledia est un prénom issu de l’albanais « Ledh » que l’on peut traduire dans le sens de « protection » ou « forteresse ».
La suffixation -ia est opérée afin d’apporter la possessivité et la féminisation.
La consonne fricative dentale voisée (dh) a peu à peu évolué en une consonne occlusive alvéolaire voisée (d). La raison de ce changement est inconnue mais on suppose que cela a été fait dans le but d’apporter plus d’élégance dans la prononciation. Le prénom est donc passé de Ledhia à Ledia.
La signification donnée est : Ma Protection
Cela va dans le sens que lui donne l’Histoire.

### Variantes
Même si Ledia reste l’orthographe principale du prénom, nous le retrouvons également écrit Lédia, Ledya ou encore Ledyia.

## Origine du nom

### Histoire
En Albanie, le prénom et sa signification a une très grande importance. Selon la croyance, il est véhicule du caractère de l’enfant. Il doit donc avoir une signification profonde, ou faire référence à un ancêtre (le plus souvent grand parent).
Ledia a été introduit aux alentours du XVIIe siècle dans la région de Mirdita (actuelle Albanie). La période coïncide avec les vagues de conversion à l’Islam dans la région sous influence Ottomane.
Ledia est généralement donné à la deuxième fille de la famille en islam.
En effet, le prénom prend sens au regard du hadith suivant : « D'après 'Abdallah Ibn 'Abbas (qu'Allah les agrée), le Prophète (que la prière d'Allah et Son salut soient sur lui) a dit: « Il n'y a aucun musulman qui a deux filles et s'occupe bien d'elles tant qu'elles sont avec lui sans qu'elles ne le fassent rentrer dans le paradis ».
(Rapporté par Ibn Maja et authentifié par Cheikh Albani dans Sahih Targhib no 1971) » Dans une autre traduction il est question de « protection contre le feu ». Cela rejoint le sens donné par l’étymologie du mot.
Cependant, cette référence n'exclut pas les familles non musulmanes de donner ce prénom. Le sens est préservé mais est moins connoté religieusement. Il désigne simplement La Protection contre un mal.

### Popularisation
Le prénom féminin Ledia apparaît pour la première fois dans le conte de Dritan Besimit - Princesha Pyetja. Le récit connaît un certain succès lors de sa parution. En temps de guerre, les leçons tirées de l'œuvre sont appréciées par les lecteurs.
L’écrivain albanais conte l’histoire d’un roi avide de pouvoir et de richesse qui finit par tout abandonner pour sa famille. L'œuvre se veut tout public. Elle mêle histoire fantaisiste pour les plus jeunes et leçon philosophique pour les plus avertis.
Le conte commence en dressant le portrait d’un roi bon avec son peuple et à qui tout sourit. Après avoir accumulé les victoires militaires et amassé les plus grandes richesses de ce monde, il était temps pour lui de se tourner vers l’avenir et d’assurer sa descendance. Les années passèrent et la reine tomba enfin enceinte. Malheureusement pour lui, son premier enfant fut une fille. Agacée, le roi se donna à peine le temps de la nommer. Il rassembla les premières syllabes qui lui sont venues en tête et finit par former le prénom Mirë (Ce qui peut être traduit comme Bienfait).
Le roi resta correct avec sa fille. Il lui offrit une éducation digne de ce nom et n’était pas avar avec elle. Elle avait tout ce que pouvait rêver une petite fille de son âge. Néanmoins la reine ressentait la colère refoulée chez son époux. Il était peu à peu envahi d’une profonde mélancolie.
Le temps passa et la reine tomba enceinte une nouvelle fois. Quelle ne fut pas sa joie quand il apprit la nouvelle. Le sentiment de tristesse le quitta et fut remplacé par un puissant enthousiasme. Durant les mois de grossesse, ce dernier se montra très attentionné avec son épouse, mais peu à peu retrouva également son côté vaniteux.
Le jour de l’accouchement approchant, la reine Pyetja redoutait de possiblement annoncer une nouvelle fois au roi qu’il n’aurait pas de fils. Elle craignait ainsi que celui-ci ne redevienne frustré et froid et abandonne à jamais son côté doux. Elle implora alors Dieu chaque nuit pour que celui-ci guide le roi vers l’acceptation. (À noter que la reine n’a pas prié pour avoir un garçon mais bel et bien pour que l’état d’esprit de son époux change. Cela illustre à merveille l’objectif des ouvrages de Dritan Besimit, à savoir la recherche d’une certaine sagesse dans son mode de vie).
Les prières de la reine furent finalement exhaussées. Contre toute attente, à la vue de l'enfant, le roi se réjouit. Le voile obscurcissant son esprit se leva. Il devint lucide pour la première fois de sa vie. La reine nomma sa seconde fille Ledia. Elle la considérait comme étant celle qui a su faire rempart face à aux démons de son époux.
Le conte termine en énonçant ces trois morales :
- Rien est assez bien pour celui qui ne sait pas ce qu’il veut ;
- La richesse n’est pas une question de moyen mais de satisfaction ;
- Ce qui doit arriver, arrivera et il n’appartient qu’à nous de l’accepter.

C’est ainsi que fut introduit pour la première fois le prénom Ledia dans la littérature.

## Personnalités
- Ledia Dushi - Poétesse albanaise
- Ledia Tafesa -  Arbitre de football éthiopienne
- Ledia Hysi - Politologue albanaise
- Ledia F Hernandez - Chercheuse
- Ledia Hanifa Amaliah - Politicienne indonésienne
- Ledia Brunga - Chercheuse
- Ledia Lilaj - Chercheuse

## Toponymie
Nous retrouvons deux lieux connus qui ont eu ou qui tirent leur nom de Ledia dans l’histoire.

### France
Nous retrouvons Ledia dans la construction du nom de la commune Saint-Germain-en-Laye.
Cette dernière tire son nom de la forêt dans laquelle se situe la commune : La forêt de Laye.
Le nom complet de Saint-Germain-en-Laye peut se comprendre comme « Saint-Germain-dans-la-forêt-de-Lida ».
Au IXe siècle, la forêt était connue sous la forme Lida silva dans le Polyptyque d'Irminon, puis silva cognominata Ledia (« la forêt surnommée Laye ») au XIe siècle.
Cependant, à ce jour Ledia n’avait pas de sens connu étymologiquement.

### Belgique
Au cours du IVe siècle, la ville de Liège (Belgique) a pendant un temps été nommée Ledia.
Néanmoins, l’étymologie n’est pas la même. Elle ne vient pas de l’albanais (ou illyrien) mais du norvégien, suédois, danois.
Il semble donc que le vico leudico de Liège était une leticae terrae, une terre libre, vacante. Le mot semble s'être transformé ensuite de laetica en lediga et successivement ledia, lédya, et ledja pour devenir lîdje en wallon et Liège en français.